# 플루메리
플루메리(이탈리아어: Flumeri)는 이탈리아 캄파니아주 아벨리노도의 코무네다.

## 지역 출신 유명 인물
- 제이 레노의 친할아버지가 이곳 출신이다.